# 37859 Бобкофф
37859 Бобкофф (37859 Bobkoff) — астероїд головного поясу, відкритий 23 березня 1998 року.
Тіссеранів параметр щодо Юпітера — 3,379.